# Yoshirō Mori
Yoshirō Mori (en japonès: 森 喜朗, Mori Yoshirō) (Nomi (Ishikawa), 14 de juliol de 1937) és un polític japonès que fou primer ministre entre el 5 d'abril del 2000 i el 26 d'abril del 2001. S'ha dit d'ell que té "el cor d'una puça i el cervell d'un tauró" i, de fet, fou un governant molt impopular, recordat per les moltes errades que va cometre i per les situacions inapropiades que va protagonitzar. Actualment és el president de la Federació Japonesa de Rugbi i de la Unió Parlamentària Japó-Corea.